# 石天梯
石天梯 神父(Rev. Francis F.Schexnayder , M.M.)美國路易西安那州人，生於1935年12月9日。卒於2012年12月11日上午10點55分，在苑裡天主堂蒙主恩召，享年78歲。
- 1954年加入美國瑪利諾會
- 1964年4月13日晉鐸，並來台灣傳教
- 1964年 台中學習台語
- 1965年 彰化縣羅厝傳教
- 1966年 南屯傳教
- 1967年 豐原傳教
- 1968年 南投傳教
- 1973年 溪州傳教
- 1979年~2012年 苑裡及通霄傳教 苑裡天主堂

- 《募6千萬蓋2幼兒園》感念神父石天梯 地方辦彌撒 （页面存档备份，存于）